# Rhacocleis werneri
Rhacocleis werneri är en insektsart som beskrevs av Willemse, F.M.H. 1982. Rhacocleis werneri ingår i släktet Rhacocleis och familjen vårtbitare. Inga underarter finns listade i Catalogue of Life.